# 芭娜娜波卡
芭娜娜波卡又名香蕉百香果（在夏威夷被稱為banana poka；英文名稱:banana passionfruit；西班牙文名稱：curuba、tumbo），是西番蓮屬中的一種水果，因其黃色可食果實外型神似香蕉而得名。
原產於南美洲安第斯山脈，於夏威夷和紐西蘭等地被視為入侵物種。芭娜娜波卡可快速長到林冠，抑制樹木生長，以遮陽之方式殺死樹木，因而對於物種豐富度而言有不良影響。

## 用途
芭娜娜波卡之果實可食，現今在紐西蘭亦已有人加以食用，然而在夏威夷這種水果通常被認為是平淡無味的。

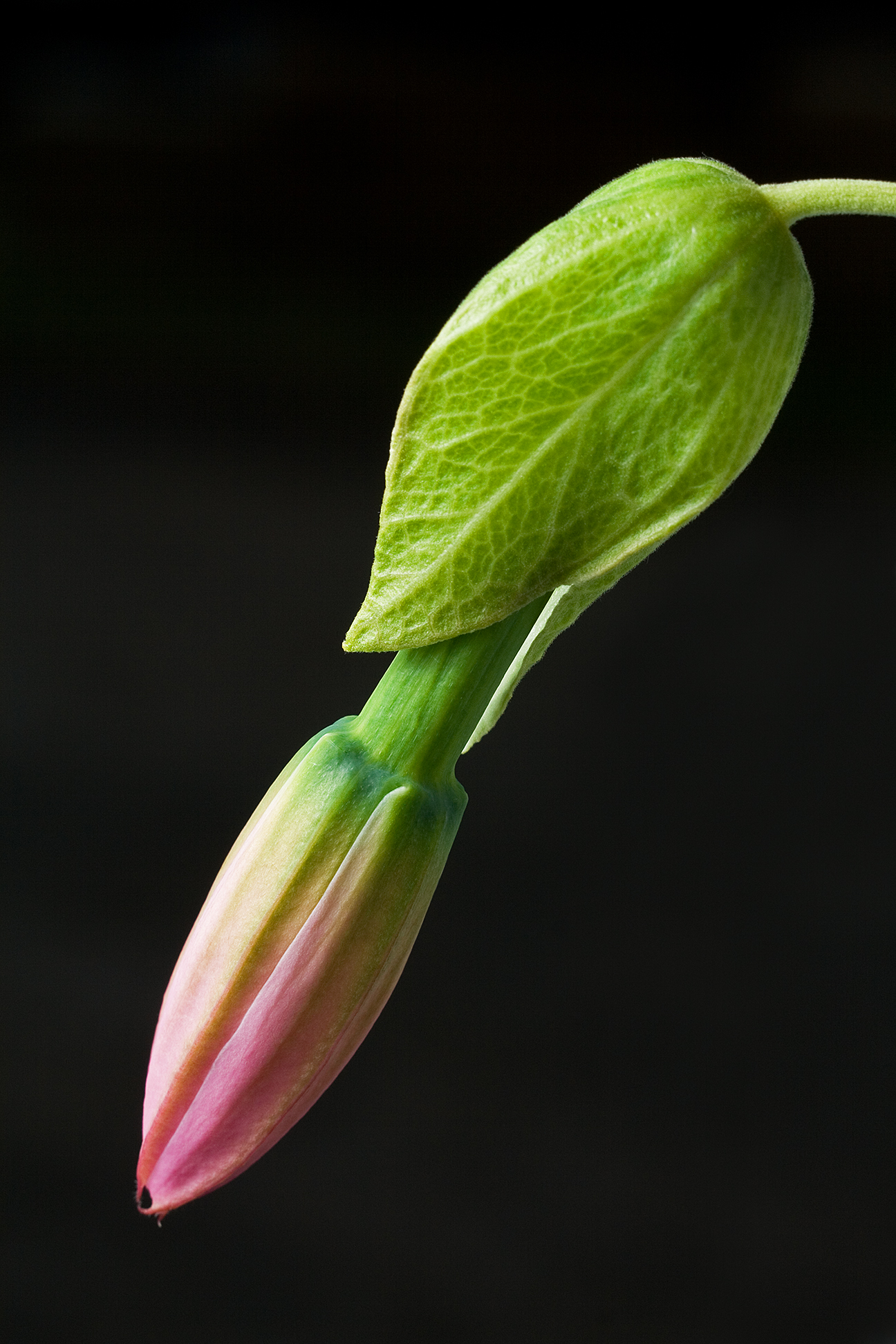
即將綻放之花朵
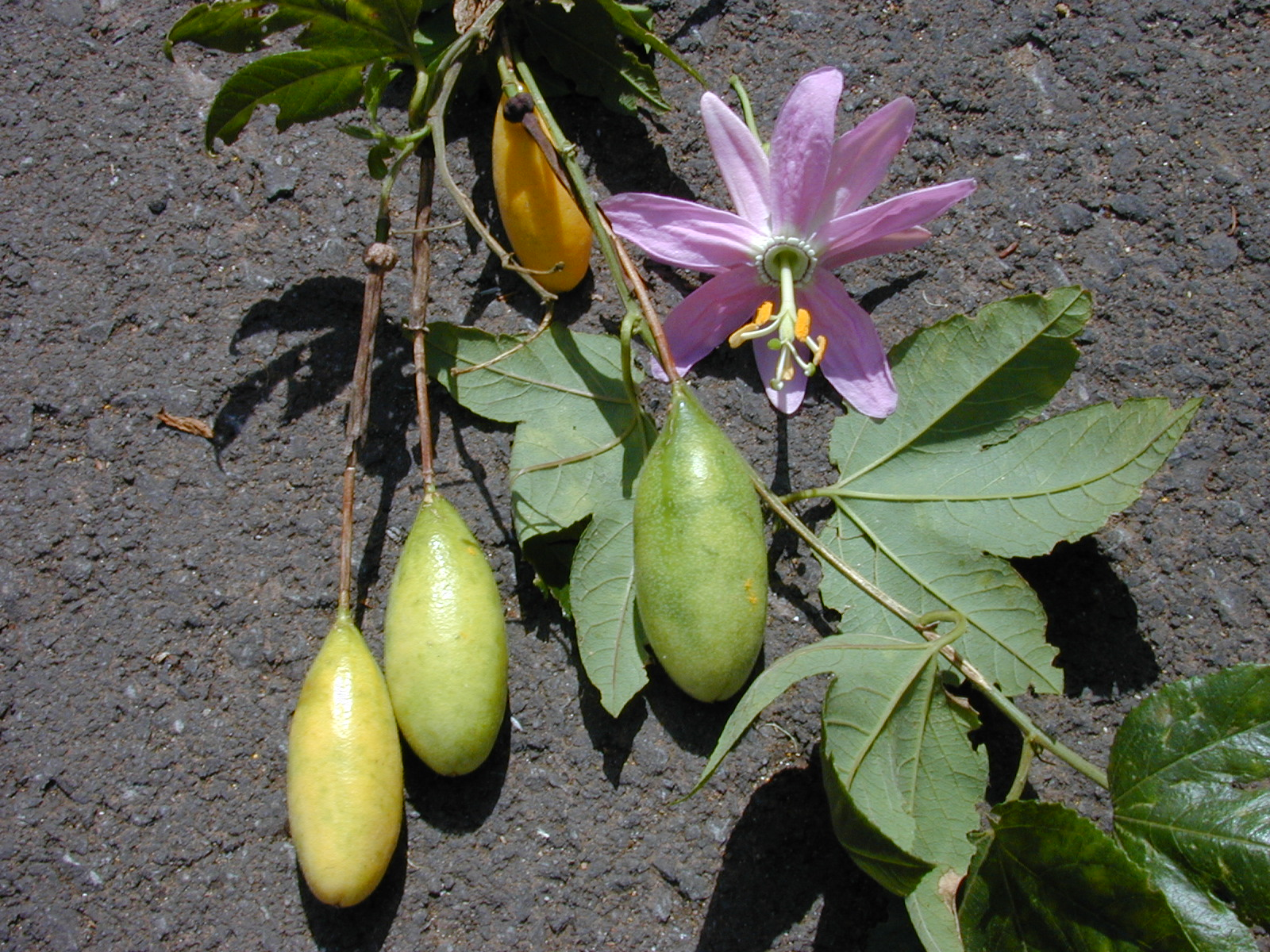
芭娜娜波卡果實之特寫